# West Melbourne, Victoria
West Melbourne là một vùng nội ô ở thành phố Melbourne, Úc, cách trung tâm thành phố khoảng 3 km về phía tây bắc. Nó nằm trong địa giới của chính quyền Thành phố Melbourne. Theo kết quả điều tra dân số năm 2011, số dân của vùng West Melbourne là 3.744 người.
West Melbourne tiếp giáp với đường Victoria Street và tuyến đường sắt Sunbury/Werribee về phía bắc, tiếp giáp đường Footscray Road, Rạch Moonee Ponds và Sông Yarra ở phía nam. Ranh giới phía đông của vùng giáp với đường Peel Street và Vườn Flagstaff, và phía tây của vùng giáp với sông Maribyrnong và Đảo Coode, nơi có kho hóa chất lớn nhất tiểu bang.
Phần lớn diện tích đất trong vùng là đất công nghiệp, bao gồm khu vực Cảng Melbourne và Xí nghiệp đầu máy Dynon. Khu Chợ Melbourne bao gồm các chợ đầu mối rau, củ, quả và chợ cá, cũng như Trung tâm phân phối Hoa Quốc gia. Khu dân cư và thương mại trong vùng tuy không nhiều, chủ yếu là nhà liên kế 1-2 tầng và nhà xưởng chuyển đổi thành nhà ở tại góc tây bắc của Trung tâm Thành phố. Vùng West Melbourne còn tiếp giáp với Chợ Nữ hoàng Victoria ở phía đường Peel Street.

## Lịch sử
Bưu cục West Melbourne khánh thành và mở cửa ngày 1 tháng 3 năm 1937. Năm 1990, bưu cục đóng cửa và được thay thế bởi Văn phòng Thông tấn Chợ Vic.

## Giao thông

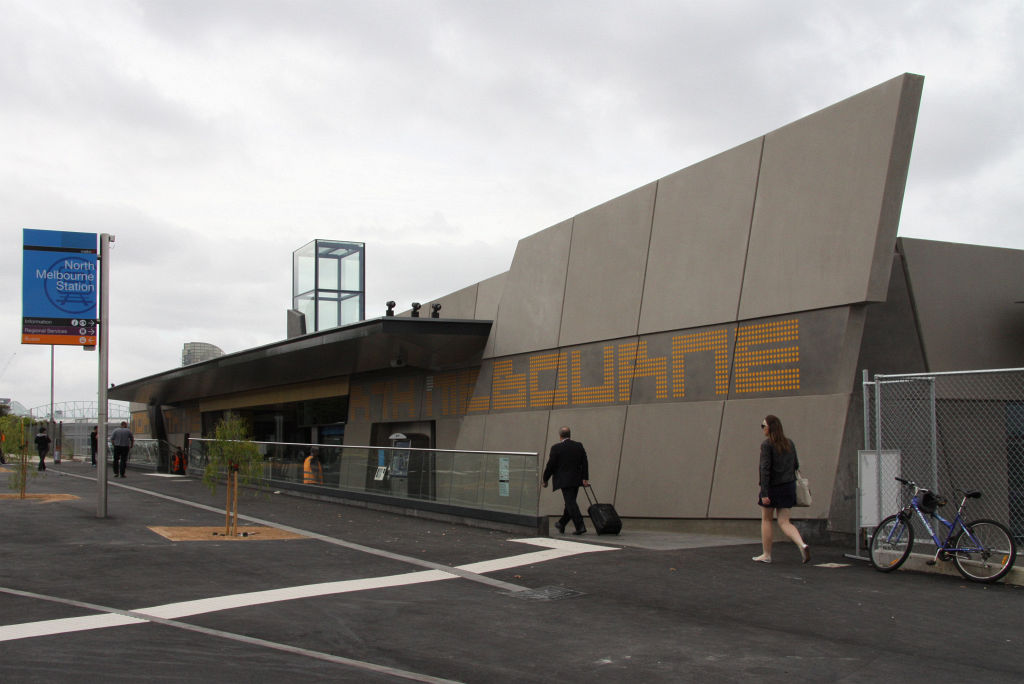
Ga tàu điện North Melbourne

Ga tàu điện North Melbourne là một ga lớn nằm trong vùng này, nằm đối diện với khách sạn Railway Hotel trên đường Ireland Street.
- Xe buýt số 401 North Melbourne – Đại học Melbourne qua Bệnh viện Hoàng gia Melbourne (từ thứ hai đến thứ sáu. Đây là tuyến xe buýt nhanh do hãng Sita Bus Lines vận chuyển.

Nhiều tuyến xe điện tram hoạt động trên các tuyến đường rìa ngoài của vùng như: Victoria Street, các đường Peel và William Street và La Trobe Street.

## Văn hóa

### Nhà thờ
- Nhà thờ Baptist West Melbourne

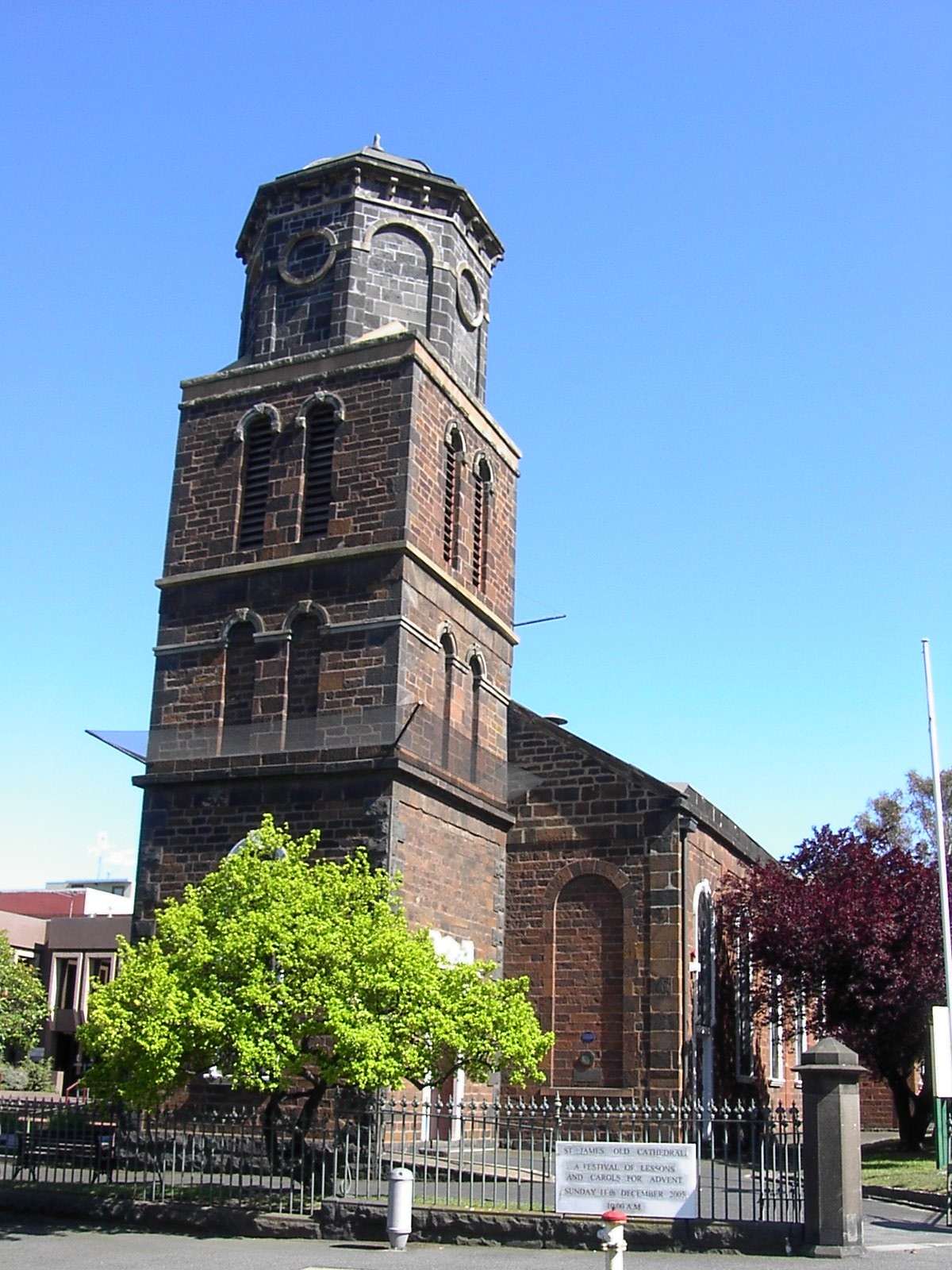
Nhà thờ Cổ Thánh Giacôbê

- Nhà thờ Công giáo Thánh nữ Maria Sao biển
- Thánh đường Thánh Giacôbê (St James Old Cathedral) - Thánh đường Kitô giáo cổ nhất Melbourne, xây dựng năm 1842
- Nhà thờ Anh giáo Thánh Maria.

### Khách sạn
- Carron Tavern, đường Spencer Street
- McMahons Hotel (Moomba Hotel, trước là North West Hotel), đường Spencer Street
- Railway Hotel, đường Ireland Street
- Royal Mail Hotel (trước là Maitz), đường Spencer Street
- Royal Standard Hotel, đường William Street
- Hotel Spencer, đường Spencer Street
- Three Crowns Hotel, đường Victoria Street

### Nhà hàng, quán ăn
- Sarim's Cafe'
- Citrus Mint
- Kathmandu Cottage
- Warung Agus
- Le Taj
- Wild East
- Amiconi
- Fraus
- Tandoori Dhaba

### Địa điểm
- Festival Hall
- Witches in Britches
- The Looney Bin

### Công viên
- Vườn Flagstaff
- Công viên Triangle (giáp với các đường King Street, Chetwynd Street và Eades Place)
- Công viên Pocket (giáp với các đường William, Howard và Rosslyn Street)

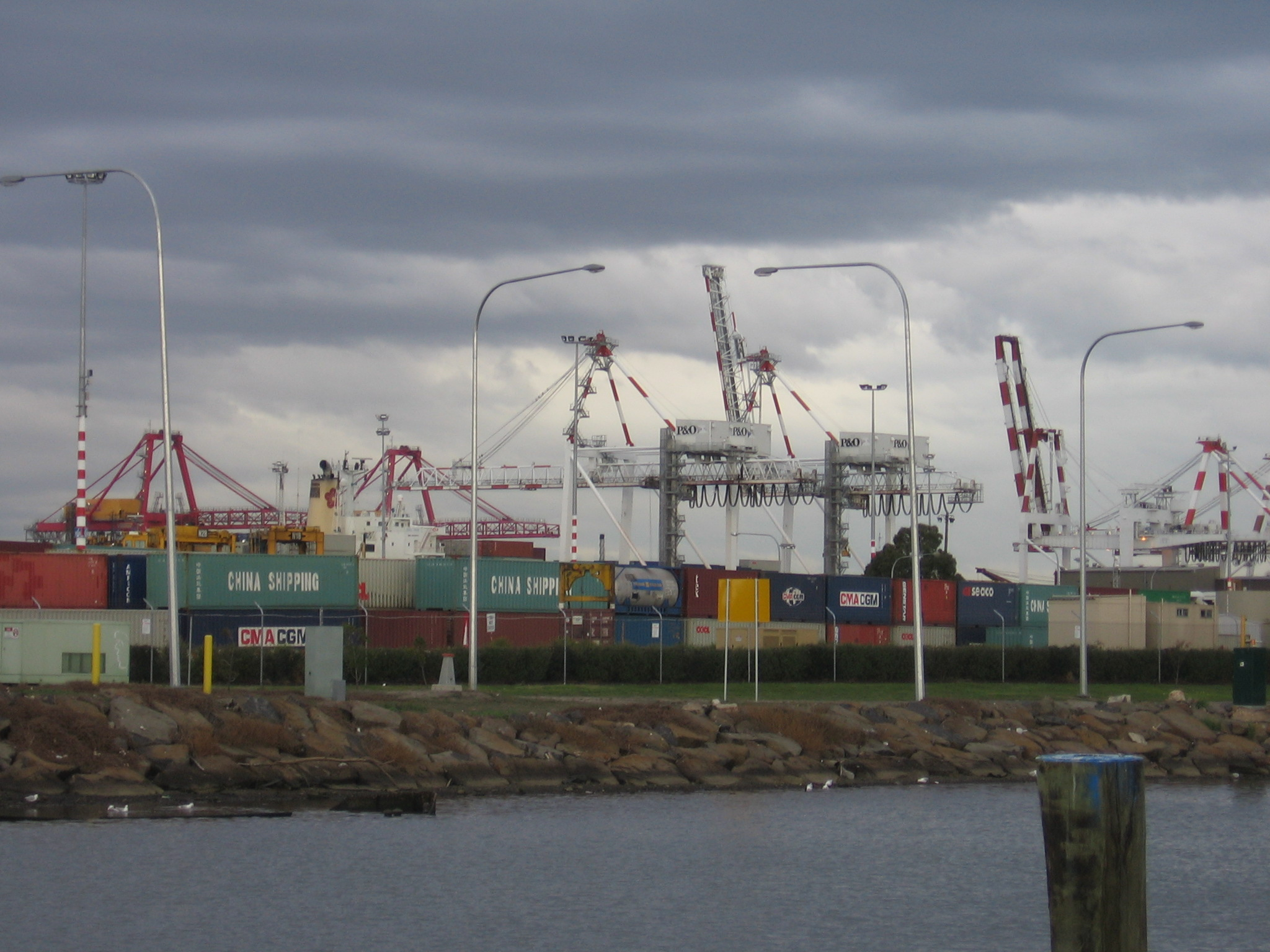
Đảo Coode nhìn từ hướng tây

## Các tiểu khu

### Phía bắc đường ray xe lửa
Từ năm 2000 đến nay, khu vực nằm giữa đường Railway Parade và đường Spencer Street đã có nhiều thay đổi: số lượng các nhà xưởng công nghiệp đã giảm đáng kể còn số nhà cửa và dân cư lại gia tăng nhanh chóng. Trên các đường Dryburgh, Laurens, Ireland, Stanley và Adderley Street, nhiều kho hàng cũ đã được chuyển đổi thành các dự án nhà phố hay nhà chung cư cho người mới đến. Bên cạnh đó, việc phát triển khu đô thị cao cấp, hiện đại ở vùng Docklands gần đó đã làm sụt giảm uy tín của vùng như là một địa chỉ để tìm mua nhà giá mềm gần Trung tâm thành phố như trước.

### Mua sắm
West Melbourne tiếp giáp với đường Victoria Street một đoạn ngắn nên sở hữu một số nhà hàng, cửa hiệu trong địa giới mình. Còn lại trong vùng không có khu mua thương mại nào đáng kể. Các trung tâm mua sắm khác gần đó là DFO (Spencer Street Outlet) nằm trên đường Spencer Street trung Khu trung tâm thành phố, và khu mua sắm trên đường Errol Street, North Melbourne cũng thu hút nhiều du khách đến tham quan.

### Đảo Coode
Đảo Coode là một phân khu nằm trong trong khu đất cảng - công nghiệp tại West Melbourne. Tuy nằm trong địa giới của vùng nhưng khu vực này lại ngăn cách với phần với các phân khu khác bởi Cảng Melbourne Docklands và cầu Bolte.
Đây cũng là địa điểm của kho xăng dầu và sản phẩm hóa dầu lớn nhất tiểu bang. Địa danh này được đặt theo tên kỹ sư John Coode, và mặc dù đã được xây dính vào đất liền nhưng người ta vẫn gọi nó là Đảo Coode theo thói quen cũ.